# Юдинка (Оренбургская область)
Юдинка — посёлок в Асекеевском районе Оренбургской области России. Административный центр Юдинского сельсовета.

## Общая информация
Посёлок расположен в верховьях реки Башкирка в 18 км к югу от районного центра, села Асекеево (30 км по автодорогам), в 36 км к юго-востоку от Бугуруслана и в 240 км к северо-западу от Оренбурга.
Ближайшая ж.-д. станция находится в 17 км к северу в посёлке Заглядино (на линии Самара — Уфа).

## Название
Ойконим происходит от фамилии Юдин.

## Население
| 2010 |
| ---- |
| 381  |

## Инфраструктура
В посёлке имеется средняя школа, ФАП, библиотека, клуб, операционная касса Сбербанка России и отделение почтовой связи.
Идёт строительство (2013 год) православного храма во имя князя Александра Невского.
В посёлке действуют колхоз им. Димитрова, крестьянско-фермерские хозяйства, работают индивидуальные предприниматели.